# Abwärts (1984)
Abwärts ist ein deutscher Thriller des Regisseurs Carl Schenkel aus dem Jahr 1984.

## Handlung
An einem Freitagabend bleibt der Aufzug eines Frankfurter Bürohochhauses stecken. In der Kabine befinden sich der vermeintlich erfolgreiche Werber Jörg, seine attraktive Kollegin Marion, der unangepasste Pit sowie der biedere Buchhalter Gössmann. Da der Vorfall offenbar unbemerkt bleibt, müssen sich die Eingeschlossenen mit der misslichen Situation arrangieren. Zwischen Jörg und Pit entwickeln sich bald Spannungen, die sich schließlich zu einer offenen Feindschaft steigern. Dies auch deshalb, weil Marion, die bis vor kurzem ein Verhältnis mit Jörg hatte, und Pit sich zueinander hingezogen fühlen. Trotz ihrer Rivalität unternehmen beide Männer gemeinsame Anstrengungen, sich aus dem Aufzug zu befreien. Diese sind jedoch nicht erfolgreich. Während eines Kampfes zwischen den beiden Männern stürzt Pit vom Kabinendach und rutscht den Aufzugschacht hinunter, in dem er schwer verletzt hängenbleibt. Nachdem sich herausgestellt hat, dass der Aktenkoffer des unauffälligen und passiven Buchhalters randvoll mit gerade in seiner Firma gestohlenem Geld ist, registriert der Pförtner des Hochhauses endlich den Alarm und verständigt den technischen Notdienst. Marion, Pit und Gössmann können befreit werden. Jörg hingegen stürzt zu Tode, weil er den Geldkoffer des Buchhalters nicht im Fahrstuhl zurücklassen will.
Mittlerweile sind Polizei und Rettungsdienste eingetroffen. Pit wird auf einer Trage zum Krankenwagen gebracht. Als Gössmann beim Verlassen des Gebäudes vom Pförtner angesprochen wird, lässt er vor Schreck seinen Koffer fallen, der aufspringt und nicht das Geld, sondern Wäsche enthält. Währenddessen wird der Sarg mit der Leiche von Jörg, auf dem ein zweiter Koffer steht, hinausgetragen. Gössmann geht ohne das Geld nach Hause.

## Hintergrund

DDR-Posterlogo

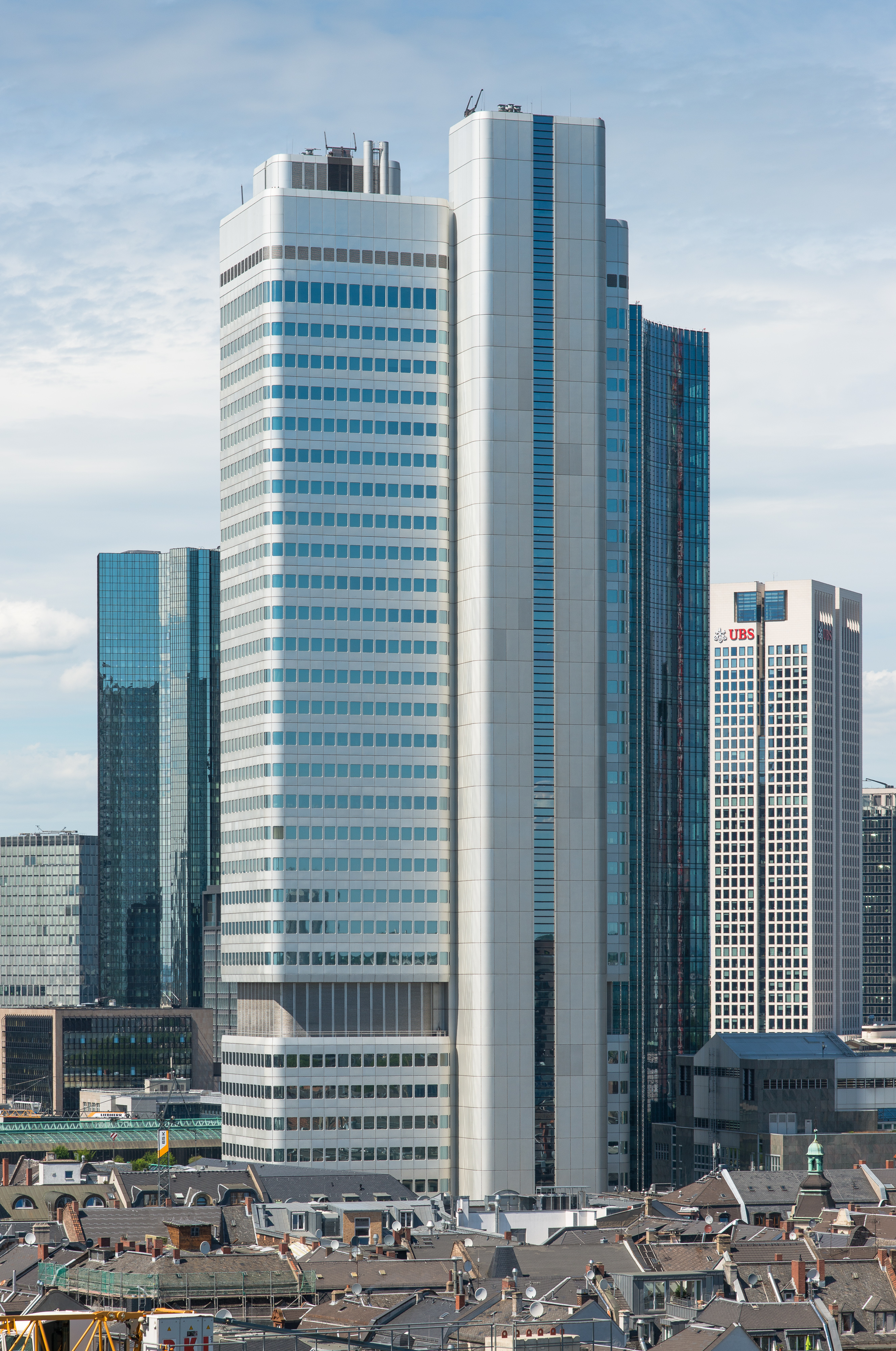
Die Außenaufnahmen des Films wurden am Silberturm in Frankfurt am Main gemacht

Die Innenaufnahmen des Films wurden im Europäischen Patentamt in München gedreht. Die dabei gezeigte Pförtnerzentrale im Gebäudefoyer wurde im Rahmen eines Umbaus mittlerweile entfernt. Die Hochhaus-Aufnahmen spielen im Silberturm, der damaligen Zentrale der Dresdner Bank in Frankfurt am Main.
Die Niederländerin Renee Soutendijk wurde von Hannelore Elsner synchronisiert.
Der Film lief 1985 auch in den Kinos der DDR.
Bei dem Spiel, das Pit im Film spielt, handelt es sich um Variety der Firma Vtech. Bei dem gezeigten Modul im Variety handelt es sich um das Game & Watch Spiel Fire der Firma Nintendo. Dies wurde aber so für den Variety nicht angeboten. In Anlehnung an den Film ist rechts unten auf dem Spiel der Schriftzug „Abwärts“ zu lesen.

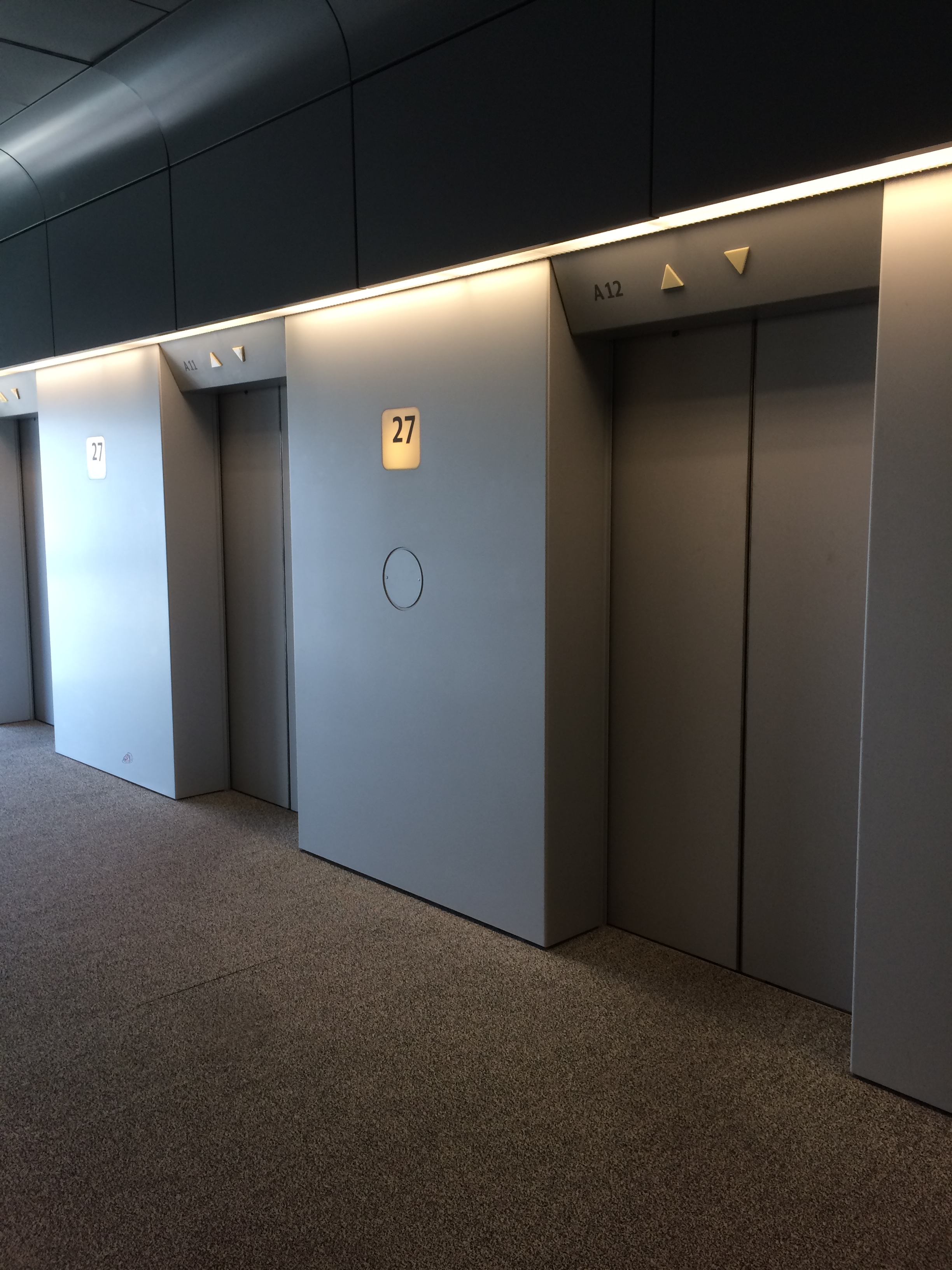
Die Fahrstühle im Silberturm, die für einen Teil der Aufnahmen verwendet wurden

Der Fahrstuhl wurde zum Teil für die Dreharbeiten nachgebaut. Dazu wurde in einem alten Gebäude in der Dachauer Straße in München das Treppenhaus entfernt und darin ein Fahrstuhlschacht von 15 Metern Höhe und einem Seitenverhältnis von 3 Meter mal 4 Meter errichtet.

## Kritik
Abwärts wurde seinerzeit sowohl vom Publikum, als auch von großen Teilen der Filmkritik gut aufgenommen. Obwohl zum Teil auch bemängelt wurde, dass die Zeichnung der Figuren klischeehaft sei und nicht sehr in die Tiefe gehe, überwog der Eindruck, es mit einem handwerklich solide gemachten Thriller zu tun zu haben, der durchaus in der Tradition des entsprechenden, vom US-amerikanischen Kino geprägten Genres stehe.
Das Lexikon des internationalen Films bezeichnet Abwärts als „Mischung aus Actionfilm und Psycho-Thriller, die geschickt menschliches Verhalten unter extremen Bedingungen enthüllt“ und handwerklich versiert und gut gespielt „auch gehobeneren formalen und inhaltlichen Ansprüchen gerecht wird.“

## Auszeichnungen
- 1984 – Sitges Festival Internacional de Cinema de Catalunya: Filmpreis „Caixa de Catalunya“ in der Kategorie Beste Regie sowie Spezielle Erwähnung der internationalen Filmkritiker-Jury für C. Schenkel
- 1985 – Deutscher Filmpreis: Filmband in Gold für die Beste darstellerische Leistung – Männliche Nebenrolle (Götz George) und für die Beste Kamera/Bildgestaltung
- 1985 – Deutscher Filmpreis: Nominierungen für die Beste darstellerische Leistung – Männliche Nebenrolle (Wolfgang Kieling) und für die Beste Regie
- 1985 – Fantasporto (Portugal): Preis in der Kategorie Beste Regie, Nominierung für den International Fantasy Film Award sowie Spezielle Erwähnung der Publikumsjury
- 1985 – Bayerischer Filmpreis in der Kategorie Beste Regie
- 1985 – Deutscher Darstellerpreis Chaplin Shoe in der Kategorie Bester Darsteller für Götz George
- Die Deutsche Film- und Medienbewertung in Wiesbaden verlieh dem Film das Prädikat besonders wertvoll

## DVD und Blu-ray-Veröffentlichung
Der Film wurde 2003 das erste Mal von Laser Paradise auf DVD veröffentlicht, eine Neuauflage mit anderem Cover erschien 2009. Im Jahr 2022 wurde der Film von Subkultur Entertainment auf Blu-ray und Ultra HD Blu-ray veröffentlicht.

## Buch
Das Buch zum Film als Thriller erschien im Jahre 1984 im Heyne Verlag. Autoren waren Frank Göhre und Carl Schenkel.